# 雅努斯裸天竺鯛
雅努斯裸天竺鯛（學名：Gymnapogon janus），為輻鰭魚綱鈎頭魚目天竺鯛科裸天竺鯛屬下的一個種，分布於中西太平洋菲律賓海域，深度0至38公尺，本魚體延長，體稍側扁，頭大、眼大、口大且斜裂，頜齒細小，鋤骨和腭骨通常具齒，舌上無齒，前鰓蓋骨邊緣具鋸齒，鰓蓋骨後緣棘不發達，體裸露無鱗，頰部及鰓蓋均被鱗，背鰭硬棘7枚、背鰭軟條10枚、臀鰭硬棘2枚、臀鰭軟條9-10枚，體長可達6.3公分，棲息開放水域，夜間活動，屬肉食性，繁殖期時，雄魚具有口孵習性，卵約7日化成仔魚，由雄魚吐出，具短暫的仔魚飄浮期，生活習性不明。